# Муравлянка (Мордовия)
Муравлянка — деревня в Ельниковском районе Мордовии России. Входит в состав Новоникольского сельского поселения.

## История
В «Списке населённых мест Пензенской губернии за 1869» Муравлянка владельческая деревня из 23 дворов Краснослободского уезда.

## Население
| 2002 | 2010 |
| ---- | ---- |
| 146  | ↘104 |

Национальный состав
Согласно результатам Всероссийской переписи населения 2002 года, в национальной структуре населения русские составляли 100 %.